# Митробат
Митробат (др.-греч. Μιτροβάτης; убит в 522 до н. э.) — персидский правитель Даскилеона во второй половине двадцатых годов VI века до н. э.

## Биография
Как считает российский исследователь В. П. Орлов, видимо, имя «Митробат» носит теофорный характер, имея отношение к культу почитания бога Митры. Геродот называл Митробата «почтенным мужем» и вкладывает в обращенную к персидской знати речь Дария I слова о том, что Митробат был «одним из нас».
По предположению М. А. Дандамаева, возможно, уже Кир Великий после завоевания Лидии в 547 году до н. э. разделил её на две части — с центрами в Сардах и Даскилеоне, соответственно. Около 525 года до н. э. наместником Сард был Оройт, а Митробат занимал пост главы Даскилеона. Орлов подчёркивает, что должность Оройта имела более высокий и престижный статус.
По одному из рассказов, переданных Геродотом, Митробат высмеял Оройта за то, что тот до сих пор не смог завоевать расположенный рядом с его сатрапией остров Самос, которым правил Поликрат, захвативший власть с небольшим отрядом гоплитов. Когда после смерти Камбиса II персы боролись с мидийцами, Оройт не оказал первым поддержки, но приказал убить Митробата и его сына Кранаспа. По мнению П. Бриана и авторов «Кембриджской истории древнего мира», это произошло в 522 году до н. э. Тогда же Оройт, видимо, присоединил Даскилеон к своим владениям.
После того, как Дарий I взошёл на престол и стал укреплять свою власть, он приказал наказать Оройта за его проступки. Орлов отметил, что именно убийство Митробата и его сына явилось наиболее вопиющим преступлением правителя Сард. Возможно, что до этого Дарий не мог заручиться поддержкой других знатных персов для ликвидации непокорного сатрапа. Теперь же царь смог показать, что он намерен защитить иранскую аристократию от произвола Оройта. По замечанию Бриана, высокопоставленные персы были шокированы поведением Оройта и выразили готовность поддержать центральную власть, чтобы покарать мятежника.
Митробат был первым известным по имени персидским правителем Даскилеона. С конца VI века до н. э. до похода Александра Македонского в регионе властвовала династия Фарнакидов.